# Gypsy (ソフトウェア)
Gypsy(ジプシー)は、マウスとグラフィカルユーザーインターフェイスをベースにした初のドキュメント作成システムであり、これらの技術を駆使してモードをほとんど排除した最初のシステムであった。その操作性は、現在のパーソナルコンピュータのユーザーなら誰でも知っているものである。また、Xerox Altoに搭載されていた画期的な「Bravo」後継となる、2番目のWYSIWYG文書作成プログラムでもある。

## 概要
Gypsyは、1975年にXerox PARCでラリー・テスラーとティム・モットが設計し、Dan Swinehartらの助言を得て実装したドキュメント作成システムである。コードはBravoをベースにして作られ、Tom Malloy、Butler Lampson、チャールズ・シモニーなど、Bravoの開発者が技術的なサポートをした。これは、マサチューセッツ州レキシントンにあるゼロックスの子会社で、教科書を発行しているGinn & Co.で使用するために制作された。

### 機能
Gypsyのユーザインタフェースは、当時のBravoと機能的には似ているが、Bravoとは根本的に異なる。BravoでもGypsyでも、コマンドは現在選択されているものに対して実行される。しかし、Bravoにはモードがあり、Gypsyにはない。Bravoでは、文字キーを押したときの効果は、現在のモードに依存していたが、Gypsyでは、文字キーを押すだけで常に文字が入力される。この違いを3つの例での説明：
1.挿入
- Bravoのコマンドモードで、「I」を押すと挿入モードになる。そのモードでは、Escキーが押されるまで文字キーを押して保持領域（「バッファー」）に文字を入力できる。Escキーが押されると、選択の前にバッファーの内容が挿入され、エディターはコマンドモードに戻る。
- Gypsyでは、新しいテキストを挿入するためにコマンドやバッファーが必要ない。ユーザは、マウスで挿入ポイントを選択し、新しいテキストを入力するだけでよい。挿入された各文字は、挿入ポイントでドキュメントに直接挿入され、新しい文字の後に自動的に再配置される。

2.置き換え
- Bravoでは、既存のテキストを新しいテキストに置き換えるために、ユーザは「R」を押して置換モードに入る必要がある。そのモードは、バッファの内容が選択範囲の前にテキストを挿入する代わりに選択範囲を置き換えることを除いて、挿入モードと同じである。
- Gypsyでは、テキストを置き換えるために、ユーザは古いテキストを選択して新しいテキストを入力するだけで済む。ユーザが入力を開始するとすぐに、Gypsyは古いテキストを削除し、代わりに挿入ポイントを選択する。

3.コピー
- 当時の最新バージョンのBravoでは、ユーザはコピー先を選択し、「I」または「R」を押して挿入モードまたは置換モードに入り、ソース（宛先とは異なるハイライト表示）を選択し、Escapeを押してコピーを実行し、コマンドモードに戻る。挿入モードまたは置換モードでは、ユーザはスクロールしてソースを選択できるが、別のドキュメントを開くなど、別のコマンドを呼び出すことはできない。ドキュメント間でテキストをコピーするのはもっと複雑である。
- Gypsyでは、ユーザは元のテキストを選択し、「コピー」ファンクションキーを押し、コピー先のテキストまたは挿入ポイントを選択して、「ペースト」ファンクションキーを押すことができる。コピーとペーストの間、システムは通常通りで、何かのモードにはなっていない。ユーザは、別のドキュメントを開くなど、他のコマンドを呼び出すことができる。

Gypsyと当時の最新バージョンのBravoとのその他の違いは次のとおり：
- Bravoでテキストを選択するには、通常、ユーザは選択する最初と最後の文字をクリックし、それぞれに異なるマウスボタンを使用する。Gypsyでは、ユーザはマウスボタンを押したまま最初の文字から最後の文字にドラッグできる。
- カット, コピー アンド ペーストに加えて、Gypsyは単語を選択するためのダブルクリックと、Ctrlキー（「ルック」とも呼ばれる）を押しながらテキスト選択のスタイルを太字、斜体、または下線に変更する機能（「B」、「I」、または「U」を押すだけ）を導入した。
- 暗記とモードを最小限に抑えるために、Gypsyで最も使用頻度の低いコマンドがクリック可能なメニューに表示される。各メニュー項目には、現代のダイアログボックスのようにパラメータを含めることができる。例えば、スキャン（検索）コマンドは、ユーザがコマンド名「スキャン」をクリックする前にモードレスで入力した1つのパラメーターを取る。

モードが少ないということは、システムがどのモードにあるか、したがって特定のキーを押すとどのような影響があるかについてのユーザの混乱が少なくなることを意味する。
Gypsyは、Bravoのように、3ボタンのマウスを使用する。最初のボタンだけで、初心者ユーザーは、単語を選択するためにダブルクリックすることを除いて、上記のすべて（およびそれ以上）を行うことができる。 2番目と3番目のボタンは、Bravoのコピー方法に慣れているか、ダブルクリックを使用して単語の選択を高速化したい専門家を対象とした。
Gypsyのユーザビリティの目標は達成された：新しいユーザはわずか数時間で操作を覚えることができる。ドラッグスルーによる選択、ダブルクリック、カット・コピー・ペーストは、Dan IngallsがSmalltalk-76からSmalltalkに採用した。このアイデアとテクニックは、AppleのLisaやMacintoshで洗練され、そこから最新のドキュメント作成システムやワードプロセッサソフトのほとんどに広がっていった。